# Agrilus mutabilis
Agrilus mutabilis es una especie de insecto del género Agrilus, familia Buprestidae, orden Coleoptera.
Fue descrita científicamente por Waterhouse, en 1889.

## Distribución geográfica
Mexico